# Igarka

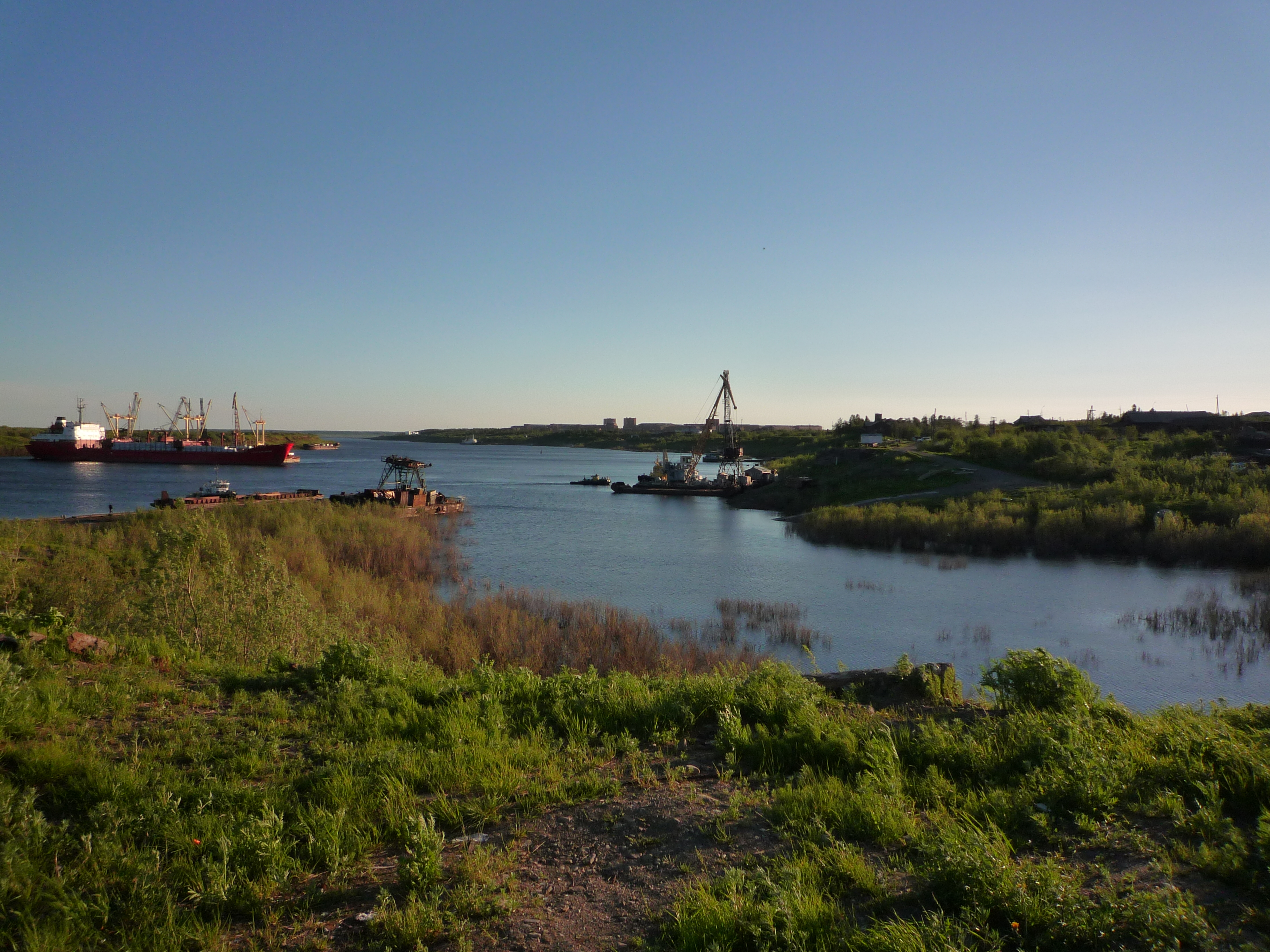
Für Hochseeschiffe schiffbarer Seitenarm des Jenissei bei Igarka

Igarka (russisch Игарка) ist eine russische Hafenstadt und ehemals bedeutendes Zentrum der Holzindustrie gegenüber einer Flussinsel des Jenissei in der Region Krasnojarsk in Zentralsibirien, 163 km nördlich des Polarkreises. Sie sollte östliche Endstation der Polarkreiseisenbahn werden, die in den letzten Jahren der Herrschaft von Josef Stalin zu großen Teilen fertiggestellt wurde. Seit über zwei Jahrzehnten ist die Einwohnerzahl rückläufig, sie sank ab 1989 um zwei Drittel auf heute nur noch 3559 (Stand 1. Januar 2024).

## Geschichte
Igarka wurde 1929 an dem seitdem als Igarkischen Durchfluss (russisch Игарская протока) bezeichneten Seitenarm des Jenissei als Sägewerk und Hochseehafen für den Holzexport gegründet und bekam 1931 den Status als Stadt zugesprochen. 1936–1942 wurde dort zudem ein wissenschaftliches Labor betrieben, in dessen 7 bis 10 m tiefen Gängen im Permafrost und den ständig dort vorherrschenden Temperaturen von −5 bis −6 °C Nutzungsmöglichkeiten des Permafrostes erforscht wurden.

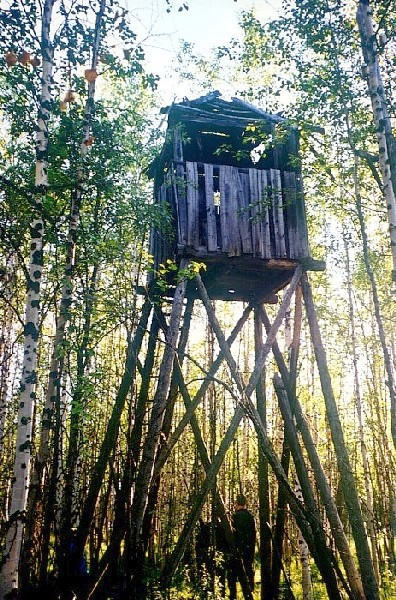
Ehemaliger Wachturm eines Gulag in der sibirischen Taiga

Unter Josef Stalin beschloss der Ministerrat der UdSSR am 29. Januar 1949, im Bezirk Igarka einen Stützpunkt der sowjetischen Marine am Jenissei zu bauen. Von der Stadt Salechard bis zum Hafen Igarka sollten unter den Bezeichnungen Projekt Nr. 501 am Fluss Ob und Nr. 503 am Jenissei eine 1200 km lange Polarkreiseisenbahn gebaut werden. So entstand im Norden der Krasnojarsker Region das Bauprojekt Nr. 503. Die Zentrale befand sich im Dorf Jermakowo. Nach Stalins Tod wurde der Bau im Sommer 1953 gestoppt und von der Planung des Marinestützpunktes Abstand genommen. Einzig die Telefonleitung zwischen Salechard und Igarka blieb bis 1976 in Betrieb. An die wegen Nichtvollendung mit dem Beinamen Mjortwaja doroga (Die tote Trasse) versehene Strecke erinnert heute ein Museum am Stadtrand.
In Igarka wurde am 1. Juli 1991 ein Museum zum Thema Permafrost eröffnet, und zwar in der Liegenschaft des alten wissenschaftlichen Labors. Dort befinden sich neben in Eis archivierten und konservierten Gegenständen auch verschiedene Erdschichten und bis zu 30.000 Jahre alte Lärchen, welche im Boden erhalten geblieben sind.

## Wirtschaft

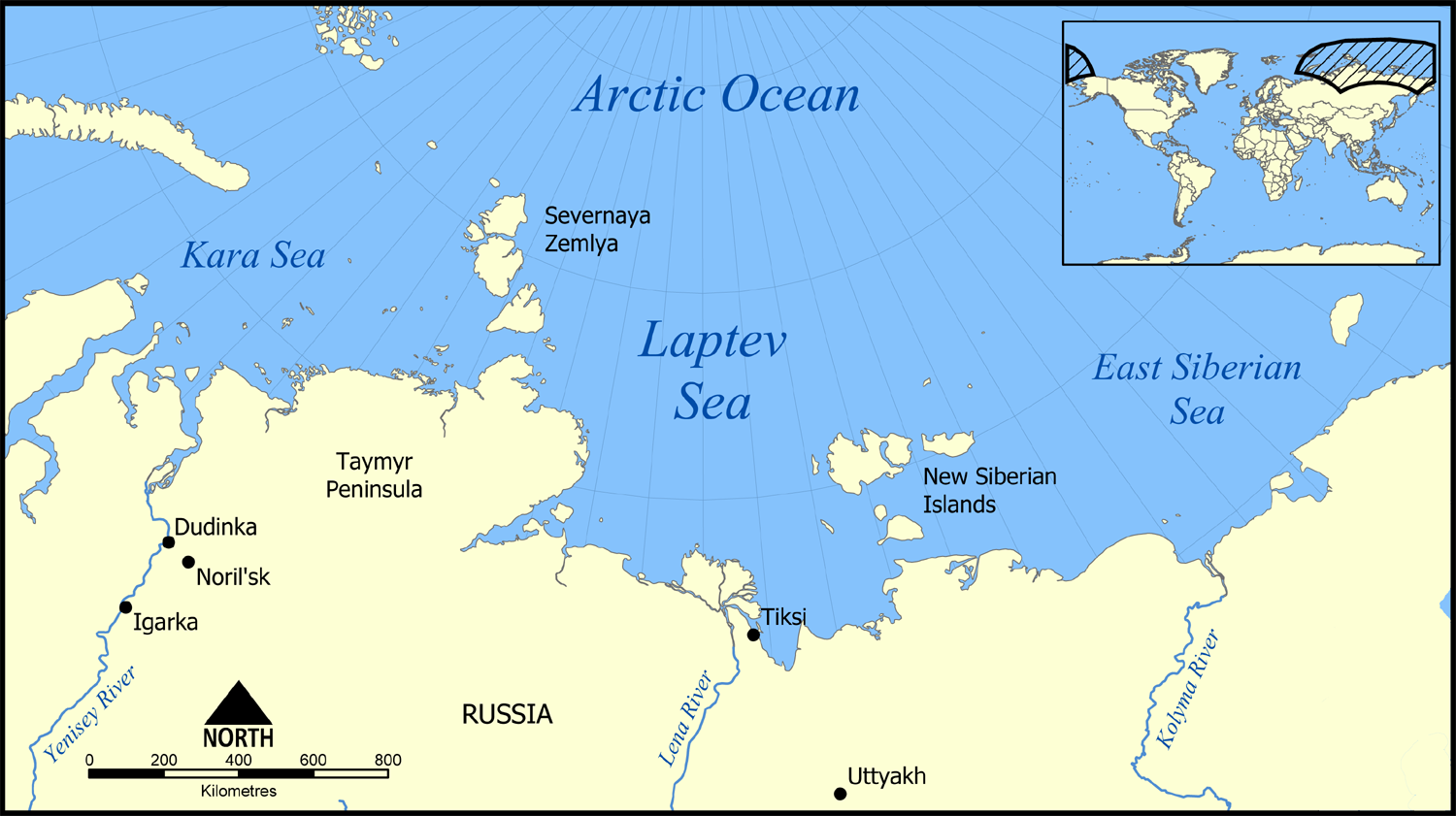
Lage von Igarka am Jenissei

Der rund 670 km von der Jenisseimündung entfernte Hochseehafen von Igarka wurde 1928 in Betrieb genommen und diente sodann sowohl dem Verladen von Erzeugnissen des örtlichen Sägewerkes als auch den von Lessosibirsk mittels Flussschiffen herangebrachten Erzeugnissen auf Hochseeschiffe. Der Hafen erreichte seine Glanzzeit Mitte der 1970er, Anfang der 1980er Jahre, als bis zu 1.236.000 Kubikmeter Holz verschifft wurden und er damit der zweitgrößte Hafen für Holz in der Sowjetunion war.
Igarka verfügt auf der gegenüber dem Seitenarm des Jenisseis gelegenen Flussinsel über einen Flughafen (IATA: IAA, ICAO: UOII, russisch Аэропорт „Игарка“) mit Flugverbindungen nach Krasnojarsk, Norilsk und Surgut, welcher im Winter direkt und im Sommer mittels Fähre erreichbar ist.
Nach dem Zusammenbruch der Sowjetunion und dem Niedergang des Sägewerkes ging auch der Betrieb im Hafen stark zurück. Hierdurch und infolge der Rückwanderung von Ukrainern, Balten und anderen Angehörigen von Völkern inzwischen selbstständig gewordener ehemaliger Sowjetrepubliken verlor Igarka zwei Drittel der Einwohner, was vor allem Ende der 1990er-Jahre in einem regelrechten Exodus gipfelte. Zwischenzeitlich bestanden Pläne zur Räumung Igarkas und zur Umsiedlung der verbleibenden Bevölkerung in südlichere Gebiete der Krasnojarsker Region, die jedoch infolge der 2009 begonnenen Nutzung des bereits 1988 entdeckten 130 km westlich von Igarka gelegenen Erdölfeldes Wankor  wieder aufgegeben wurden. Stattdessen investieren Mineralölkonzerne in die Infrastruktur der Stadt, vor allem in den auf der Flussinsel gelegenen Flughafen. Igarka ist seit der im November 2001 erfolgten Sperrung der weiter flussabwärts gelegenen Städte Dudinka und Norilsk für Ausländer Endpunkt für Kreuzfahrten auf dem Jenissei.

### Bevölkerungsentwicklung
| Jahr | Einwohner |
| ---- | --------- |
| 1939 | 23.648    |
| 1959 | 14.311    |
| 1970 | 15.624    |
| 1979 | 16.335    |
| 1989 | 18.820    |
| 1996 | 14.900    |
| 2002 | 8.627     |
| 2010 | 6.183     |

Anmerkung: Volkszählungsdaten

## Söhne und Töchter der Stadt
- Damir Jussupow (* 1977), Pilot